# میرقاسم
میرقاسم یک منطقهٔ مسکونی در افغانستان است که در ولایت بلخ واقع شده‌است.